# Várzea de Tavares
Várzea de Tavares é uma povoação portuguesa do Município de Mangualde que foi sede da extinta Freguesia de Várzea de Tavares, freguesia que tinha 8,44 km² de área e 314 habitantes (2011), e, por isso, uma densidade populacional de 37,2 hab/km².
A Freguesia de Várzea de Tavares foi extinta (agregada) pela reorganização administrativa de 2012/2013, sendo o seu território agregado ao das Freguesias de Chãs e Várzea de Travancana para criar a União de Freguesias de Tavares (Chãs, Várzea e Travanca).
A Várzea de Tavares é composta por Torre de Tavares e Vila Cova de Tavares.
As principais actividades económicas da antiga freguesia são a agricultura e a pastorícia.
Na antiga freguesia são celebradas Romarias em honra de Santo António (13 de Junho), Nossa Senhora de Santa Eufémia (16 de Setembro), São José (19 de Março), Nossa Senhora de Fátima (13 de Maio) e Nossa Senhora da Conceição (8 de Dezembro).
Nesta antiga freguesia nasceu uma pessoa muito importante para a história do Cristianismo: João Ferreira de Almeida (Torre de Tavares, Várzea de Tavares, Portugal, 1628 — Batávia, Indonésia, 1691), que foi um tradutor, escritor e pastor. Ele foi especialmente reconhecido por ser a primeira pessoa a traduzir a Bíblia Sagrada para a língua portuguesa.

## População
| População da freguesia de Várzea de Tavares | População da freguesia de Várzea de Tavares | População da freguesia de Várzea de Tavares | População da freguesia de Várzea de Tavares | População da freguesia de Várzea de Tavares | População da freguesia de Várzea de Tavares | População da freguesia de Várzea de Tavares | População da freguesia de Várzea de Tavares | População da freguesia de Várzea de Tavares | População da freguesia de Várzea de Tavares | População da freguesia de Várzea de Tavares | População da freguesia de Várzea de Tavares | População da freguesia de Várzea de Tavares | População da freguesia de Várzea de Tavares | População da freguesia de Várzea de Tavares |
| ------------------------------------------- | ------------------------------------------- | ------------------------------------------- | ------------------------------------------- | ------------------------------------------- | ------------------------------------------- | ------------------------------------------- | ------------------------------------------- | ------------------------------------------- | ------------------------------------------- | ------------------------------------------- | ------------------------------------------- | ------------------------------------------- | ------------------------------------------- | ------------------------------------------- |
| 1864                                        | 1878                                        | 1890                                        | 1900                                        | 1911                                        | 1920                                        | 1930                                        | 1940                                        | 1950                                        | 1960                                        | 1970                                        | 1981                                        | 1991                                        | 2001                                        | 2011                                        |
| 703                                         | 797                                         | 868                                         | 855                                         | 798                                         | 755                                         | 824                                         | 854                                         | 787                                         | 755                                         | 598                                         | 476                                         | 417                                         | 370                                         | 314                                         |

| Distribuição da População por Grupos Etários | Distribuição da População por Grupos Etários | Distribuição da População por Grupos Etários | Distribuição da População por Grupos Etários | Distribuição da População por Grupos Etários | Distribuição da População por Grupos Etários | Distribuição da População por Grupos Etários | Distribuição da População por Grupos Etários | Distribuição da População por Grupos Etários | Distribuição da População por Grupos Etários |
| -------------------------------------------- | -------------------------------------------- | -------------------------------------------- | -------------------------------------------- | -------------------------------------------- | -------------------------------------------- | -------------------------------------------- | -------------------------------------------- | -------------------------------------------- | -------------------------------------------- |
| Ano                                          | 0-14 Anos                                    | 15-24 Anos                                   | 25-64 Anos                                   | > 65 Anos                                    |                                              | 0-14 Anos                                    | 15-24 Anos                                   | 25-64 Anos                                   | > 65 Anos                                    |
| 2001                                         | 52                                           | 32                                           | 150                                          | 136                                          |                                              | 14,1%                                        | 8,6%                                         | 40,5%                                        | 36,8%                                        |
| 2011                                         | 36                                           | 27                                           | 147                                          | 104                                          |                                              | 11,5%                                        | 8,6%                                         | 46,8%                                        | 33,1%                                        |

Média do País no censo de 2001:  0/14 Anos-16,0%; 15/24 Anos-14,3%; 25/64 Anos-53,4%; 65 e mais Anos-16,4%
Média do País no censo de 2011:   0/14 Anos-14,9%; 15/24 Anos-10,9%; 25/64 Anos-55,2%; 65 e mais Anos-19,0%

## Património
- Igreja Matriz
- Capela de Santa Eufémia
- Capela de Santo António

## Colectividades
- Sociedade Filarmónica de Vila Cova de Tavares
- Centro Social e Desportivo de Várzea de Tavares
- Grupo Recreativo Torre de Tavares